# Anomis conducta
Anomis conducta är en fjärilsart som beskrevs av Walker 1857. Anomis conducta ingår i släktet Anomis och familjen nattflyn. Inga underarter finns listade i Catalogue of Life.